# Jaime Gazmuri
Jaime Rodrigo Gazmuri Mujica (Chillán, 5 de abril de 1944) es un ingeniero agrónomo y político socialista chileno. Se desempeñó como senador de la República en representación de la 10.ª Circunscripción (Maule Norte) durante tres periodos consecutivos, desde 1990 hasta 2010. 
Fue embajador de Chile en Brasil, desde marzo de 2014 hasta marzo de 2018, durante la segunda presidencia de la presidenta Michelle Bachelet. Entre enero de 2020 e inicios de 2023 ejerció como ministro del Tribunal Calificador de Elecciones (Tricel). Entre mayo de 2023 y enero de 2025 fue nombrado Embajador de Chile en Venezuela por el presidente Gabriel Boric.

## Biografía

### Familia y estudios
Nació el 5 de abril de 1944, en Chillán. Es hijo de Jaime Gazmuri Pesse y de María Inés Mujica Petri.
Está casado con Paulina Elissetche Hurtado, diplomada en gestión de empresarias y quien fuera concejala por la comuna de Talca durante dos periodos consecutivos, entre 2004 y 2012; además de militante del MAPU en 1970 y luego del Partido Socialista (PS), siendo presidenta regional de este último. Con su cónyuge es padre de dos hijos.
Realizó sus estudios primarios y secundarios en el colegio del Verbo Divino de Santiago. Luego cursó los superiores en la Facultad de Agronomía de la Universidad de Chile, donde obtuvo el título de ingeniero agrónomo con mención en economía agraria.

### Carrera profesional

#### Gobiernos de Eduardo Frei Montalva y Salvador Allende
En el área profesional, entre 1965 y 1972 participó en instituciones académicas y de gobierno vinculadas al sector agrario. En 1965, durante la administración del presidente Eduardo Frei Montalva, fue director de la División de Desarrollo Campesino del Instituto de Desarrollo Agropecuario (INDAP). Fue investigador y consultor con respecto a las políticas de la reforma agraria que por esos años estaba en curso.

#### Investigador
Entre 1967 y 1968, fue la contraparte nacional del Departamento de Capacitación del Instituto de Capacitación e Investigación en Reforma Agraria (ICIRA), programa conjunto entre la Organización de las Naciones Unidas para la Agricultura y la Alimentación (FAO) y el Gobierno de Chile.
En 1970 asumió la dirección y fue profesor del Centro de Estudios Agrarios de la Universidad Católica de Chile (PUC). De la misma manera, fue investigador del Centro de Desarrollo Económico y Social de América Latina (DESAL), organismo de la Cepal.
Durante su exilio —a causa de la dictadura militar—, entre 1984 y 1988, fue consultor de Desarrollo Agrícola de la FAO y el PNUD, trabajando en África y Centroamérica. También formó parte del programa del Banco Mundial para el gobierno argentino en el Instituto de Desarrollo Censo (INDEC) en Buenos Aires.

#### Académico
Paralelamente a su carrera política, ha formado parte del Consejo de la Facultad de Agronomía de la Universidad de Chile, del Consejo Superior de la PUC, es miembro de la Sociedad de Economistas Agrarios de Chile; y del Colegio de Ingenieros Agrónomos. Asimismo, se ha desempeñado como académico de la Universidad de San Martín, Argentina y de la Universidad de Talca.

#### Columnista
Entre otras actividades, es escritor de artículos y ensayos en materia de política, relaciones exteriores, desarrollo, defensa y seguridad. Además de columnista en los diarios La Tercera, La Nación, y El Centro de Talca. También, ha colaborado en el Consejo de Redacción de las revistas Mensaje y Convergencia.
Es también, integrante del directorio de la Fundación Felipe Herrera Lane.

## Trayectoria política

### Inicios

#### Militancia demócrata cristiana y creación del MAPU
Se inició en política al ingresar al Partido Demócrata Cristiano (PDC) hacia 1964, en plena asunción de Frei Montalva como presidente de la República.
Su figuración se hizo notoria en 1969 cuando junto a otros miembros de la colectividad fundaron el Movimiento de Acción Popular Unitaria (MAPU), demostrando su disenso con su antigua tienda política. A partir del 19 de mayo de 1972, asumió como secretario general interino del MAPU (por muerte de Rodrigo Ambrosio, hasta el 8 de diciembre de 1972, y en el gobierno del presidente Salvador Allende, integró el Comité Nacional de la coalición oficialista Unidad Popular (UP), hasta 1973. En marzo de 1973 intentó con un grupo disidente de la línea política del MAPU, dar una suelte de "golpe de Estado" al interior de éste, pero tras una resolución del Servicio Electoral, debió crear un nuevo partido, el Mapu Obrero Campesino, conocido popularmente como "MAPU Gazmuri".

#### Dictadura militar y exilio
Después del golpe de Estado del 11 de septiembre de 1973 dirigió su partido desde la clandestinidad durante siete años. Posteriormente, en 1980, partió al exilio estableciéndose primero en Italia, en la ciudad de Roma, y a partir de 1984, en Argentina, en la ciudad de Buenos Aires.
Mientras estuvo en el extranjero realizó numerosos intentos fallidos para ingresar al país hasta que, en 1985, regresó definitivamente y se integró al Partido Socialista de Chile (PS), donde ha formado parte del Comité Central y a partir de 1990, de la Comisión Política. Desde 1997, es miembro del Comité Nacional de la FAO en Chile.

### Senador

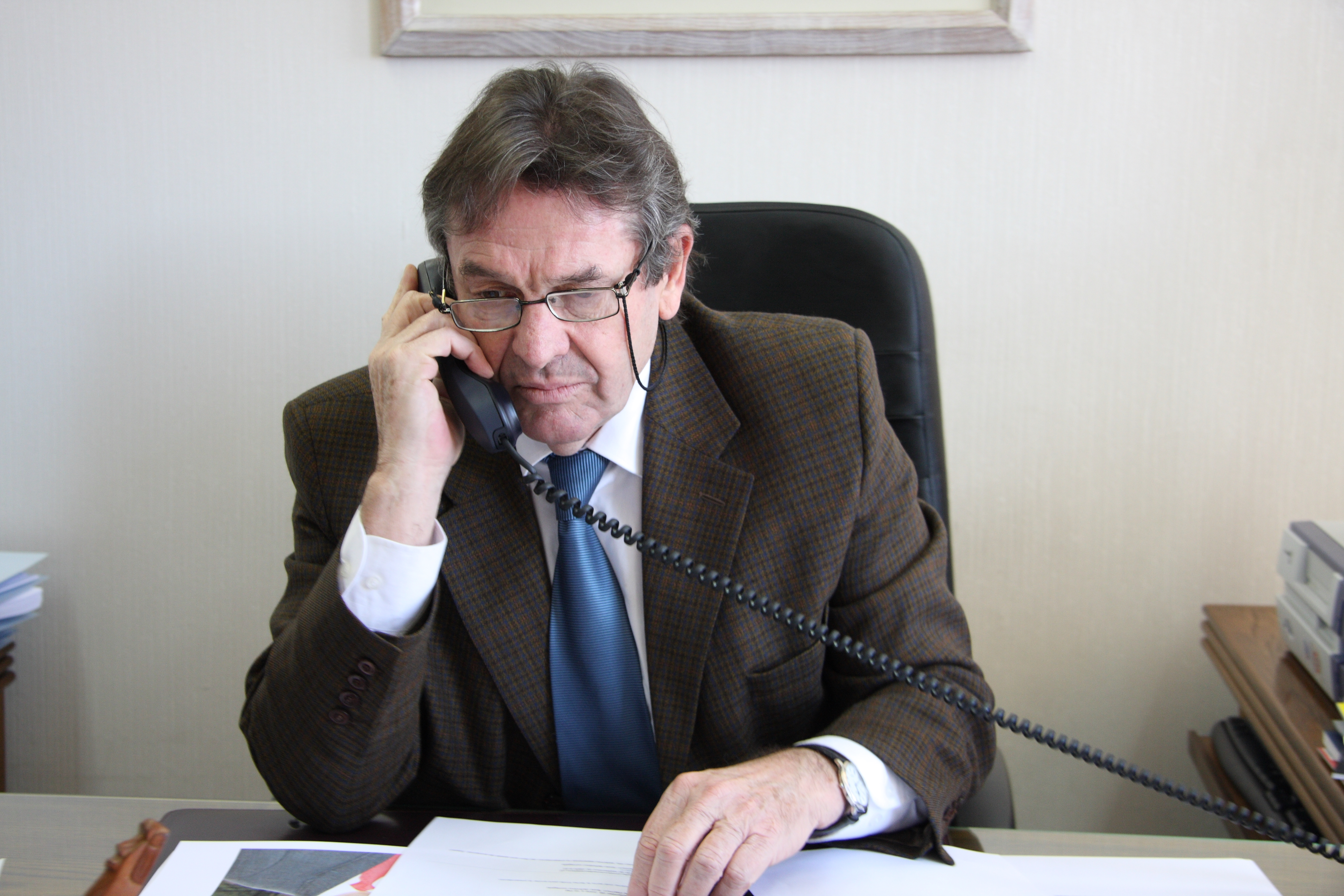
Gazmuri fotografiado en su oficina personal en el Congreso Nacional (2009).

En las elecciones parlamentarias de 1989, postuló al Senado en representación del Partido por la Democracia (PPD), por la décima circunscripción senatorial, correspondiente a la VII Región del Maule, por el periodo legislativo 1990-1994.  Fue electo con 56.826 votos correspondientes al 21,06% del total de sufragios válidos, formando parte del doblaje en la Circunscripción junto al demócrata cristiano Máximo Pacheco Gómez. Durante este periodo, integró las comisiones permanentes de Defensa Nacional, y de Hacienda, y la Comisión Mixta de Presupuesto y del Comité Ejecutivo del Proyecto de Modernización del Congreso Nacional. También, entre 1992 y 1998, presidió la Comisión Bicameral Interparlamentaria chileno-argentina. Formó además, parte de las delegaciones chilenas ante la Unión Interparlamentaria Mundial de Copenhague (en 1993) y ante la Asamblea General de las Naciones Unidas en Nueva York (1994).
En las elecciones parlamentarias de 1993, fue a la reelección por la misma Circunscripción 10.ª, en representación del Partido Socialista, por el periodo 1994-2002, siendo reelecto con 82.259 votos, equivalentes al 30,06% del total de sufragios. Continuó su trabajo en la Comisión Permanente de Defensa Nacional, que presidió entre 1999 y 2001. Asimismo, integró las comisiones de Agricultura, de Trabajo y Previsión Social, y de Relaciones Exteriores, que presidió desde 1998 hasta 1999. También fue miembro de la Comisión Nacional para el Desarrollo de la Biotecnología, entre 2000-2002, de la Comisión Mixta de Presupuesto, del Comité Ejecutivo de la Red de Líderes Legislativos de las Américas, y de la Comisión Bicameral Interparlamentaria chileno-argentina. En misiones al extranjero, integró la delegación chilena ante el Parlamento Europeo en Bruselas, en 1998 y Estrasburgo, en 2002.
En las elecciones parlamentarias de 2001, obtuvo su tercera reelección en la misma Circunscripción 10, por el periodo correspondiente a 2002-2010, con 77.828 votos, equivalentes al 30,51% de los sufragios válidamente emitidos. En este periodo integró las comisiones permanentes de Economía, de Vivienda y Urbanismo, de Régimen Interior, de Hacienda. Presidió las comisiones permanentes de Relaciones Exteriores, de Pesca e Intereses Marítimos, y de Defensa Nacional, nuevamente.
Por consiguiente, participó en las comisiones especiales Mixta de Presupuestos, en la encargada de analizar el Informe emitido por el Instituto Chileno de Campos de Hielo, que presidió, y en la Comisión Parlamentaria de Asociación entre el Parlamento Europeo y el Congreso Nacional. Entre 2004 y 2005, fue elegido como vicepresidente del Senado, durante la presidencia del militante de la Unión Demócrata Independiente (UDI), Hernán Larraín.

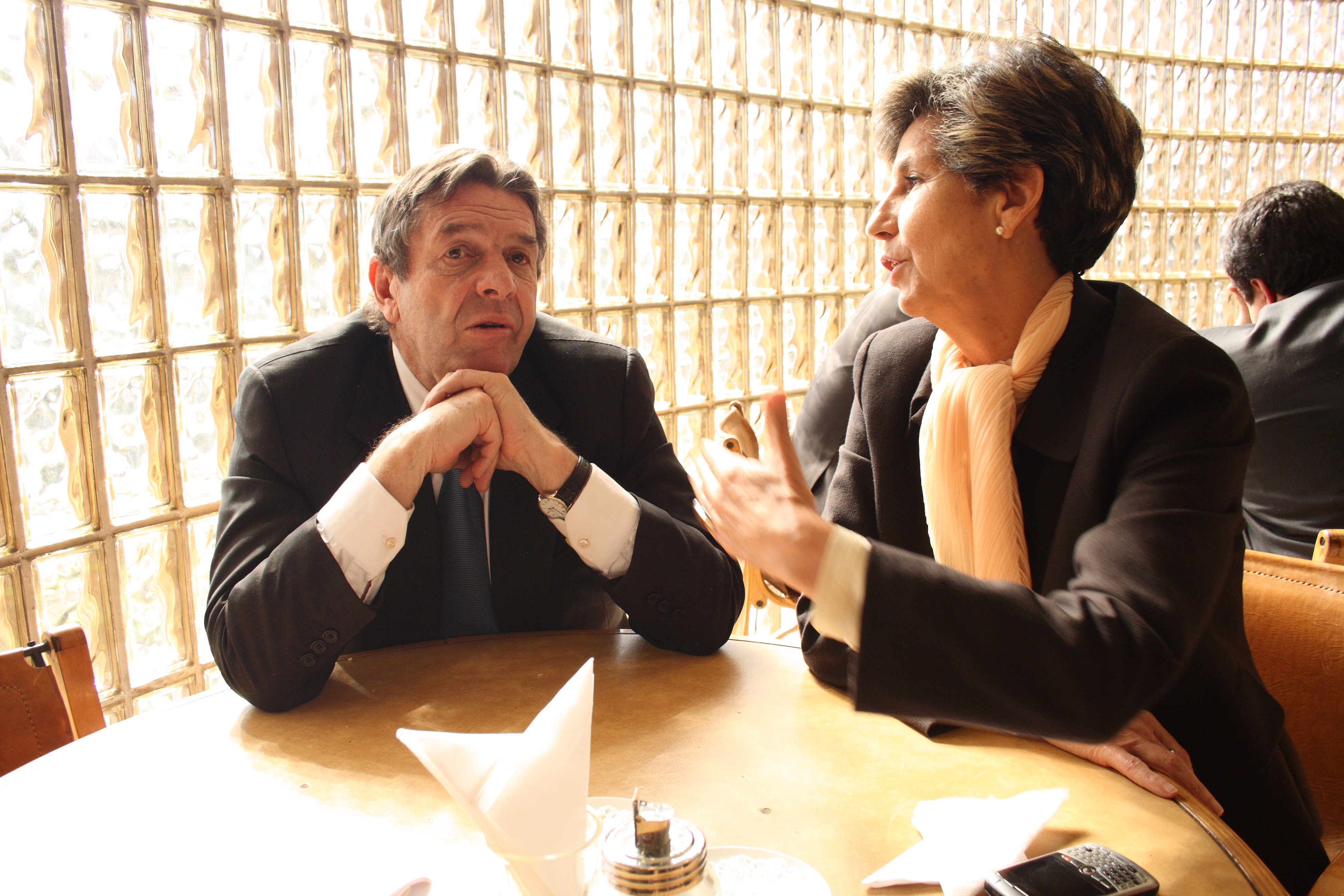
Gazmuri junto a la senadora socialista Isabel Allende Bussi en mayo de 2009.

En el ámbito partidista, fue miembro del Comité Central y secretario nacional de la Comisión de Relaciones Internacionales del Partido Socialista (PS), mientras que entre 2004 y 2005, fue primer vicepresidente del PS.
Paralelamente, 21 de junio de 2002, el presidente Ricardo Lagos, lo designó como integrante de la «Comisión Nacional para el Desarrollo de la Biotecnología».
En las elecciones parlamentarias de 2009 se presentó para la reelección por el periodo 2010-2018. Obtuvo 67.957 votos, equivalentes al 24,52% del total de sufragios, sin resultar electo, siendo superado por su compañero de lista Andrés Zaldívar (PDC).

### Actividades posteriores

#### Primer gobierno de Sebastián Piñera
El 18 de enero de 2011, el entonces presidente de la República Sebastián Piñera, con acuerdo del Senado, lo designó como consejero del Consejo Nacional de Televisión (CNTV), ejerciendo el cargo hasta el 17 de octubre de 2012.
En 2012 presentó su precandidatura para ser alcalde de Talca, participando en las primarias concertacionistas con el radical Alexis Sepúlveda. Obtuvo cerca del 30% de las votaciones, frente al cerca del 70% de su rival, resignando así su posibilidad de llegar al sillón edilicio.

#### Segundo gobierno de Michelle Bachelet
En marzo de 2014 fue designado por la presidenta Michelle Bachelet como embajador político de Chile en Brasil, en reemplazo del diplomático Fernando Schmidt. Dejó la misión diplomática con el fin del gobierno de Bachelet en marzo de 2018.

#### Segundo gobierno de Sebastián Piñera
Luego, el 23 de mayo de 2019, fue designado por el segundo gobierno de Sebastián Piñera —nuevamente con previo acuerdo del Senado—, como integrante del directorio de la Televisión Nacional de Chile (TVN), cargo que ejerció hasta que presentó su renuncia el 3 de febrero de 2020.
En diciembre de 2019 fue designado como ministro del Tribunal Calificador de Elecciones (Tricel), función que asumió oficialmente en enero de 2020, por el periodo 2020-2024.

#### Gobierno de Gabriel Boric
En mayo de 2023 fue designado por el presidente Gabriel Boric como embajador político de Chile en Venezuela, luego de que por 5 años no hubiera una misión diplomática de Chile en ése país. Sin embargo, el 29 de julio de 2024, el régimen  chavista anunció la expulsión de Gazmuri en Venezuela por no reconocer a Nicolás Maduro como ganador de las elecciones presidenciales. El 31 de enero de 2025 el gobierno venezolano exigió el cierre de los consulados chilenos en Caracas y Puerto Ordaz. En este sentido, Maduro decidió expulsar del país a todas las misiones diplomáticas de otros países que no reconocieran los resultados de las elecciones presidenciales, entre ellas Chile.
A fines del año 2024, fue cuestionado duramente, ya que, Gazmuri continuaba recibiendo sueldo bajo el mismo monto que tenía para vivir en Caracas, de 21.135 dólares, equivalentes a poco más de 20 millones de pesos, a pesar de haber sido "llamado a consulta" el 29 de julio de este año debido al deterioro en las relaciones diplomáticas entre Chile y Venezuela. Debido a esto, Gazmuri, que no está en Caracas, está viviendo en Chile donde continúa ejerciendo las mismas labores, algo que ha sido cuestionado por varias personas debido al hecho de que se le está pagando a alguien que no está en su país de destino.
Su misión como embajador finalizó oficialmente el 7 de enero de 2025, debido al deterioro de las relaciones diplomáticas entre ambos países.

## Condecoraciones

### Condecoraciones extranjeras
- Gran Oficial de la Orden de Mayo ( Argentina, 1993).[2]
- Gran Oficial de la Orden al Mérito de la República Italiana ( Italia, 1995).[2]
- Gran Oficial de la Orden del Libertador San Martín ( Argentina, 1997).[2]
- Gran Cruz de la Orden de la Cruz del Sur ( Brasil, 27 de febrero de 2018).[15]

## Historial electoral

### Elecciones parlamentarias de 1989
- Elecciones parlamentarias de 1989, candidato a senador para la Circunscripción 10, Maule Norte [16]

| Candidato                   | Pacto                          | Partido | Votos   | %     | Resultado |
| --------------------------- | ------------------------------ | ------- | ------- | ----- | --------- |
| Máximo Pacheco Gómez        | Concertación por la Democracia | DC      | 114 334 | 42,37 | Senador   |
| Alberto Cardemil Herrera    | Democracia y Progreso          | RN      | 66 352  | 24,59 |           |
| Jaime Gazmuri Mujica        | Concertación por la Democracia | PPD     | 56 826  | 21,06 | Senador   |
| Silvio Rodríguez Villalobos | Democracia y Progreso          | ILB     | 15 674  | 5,81  |           |
| Patricio Alejandro Parot    | Liberal-Socialista Chileno     | ILE     | 12 409  | 4,60  |           |
| Guido Briceño Pérez         | Liberal-Socialista Chileno     | PSCH    | 4254    | 1,58  |           |

### Elecciones parlamentarias de 1993
- Elecciones parlamentarias de 1993, candidato a senador para la Circunscripción 10, Maule Norte [17]

| Candidato                           | Pacto                                | Partido | Votos   | %     | Resultado |
| ----------------------------------- | ------------------------------------ | ------- | ------- | ----- | --------- |
| Francisco Javier Errázuriz Talavera | Unión por el Progreso                | ILB     | 103 567 | 37,85 | Senador   |
| Jaime Gazmuri Mujica                | Concertación por la Democracia       | PS      | 82 259  | 30,06 | Senador   |
| Eugenio Ortega Riquelme             | Concertación por la Democracia       | DC      | 71 353  | 26,07 |           |
| Oscar Moya Muñoz                    | Alternativa Democrática de Izquierda | PC      | 8326    | 3,04  |           |
| Jorge Concha Goycoolea              | Unión por el Progreso                | UCC     | 8154    | 2,98  |           |

### Elecciones parlamentarias de 2001
- Elecciones parlamentarias de 2001, candidato a senador para la Circunscripción 10, Maule Norte [18]

| Candidato                    | Pacto                          | Partido | Votos   | %     | Resultado |
| ---------------------------- | ------------------------------ | ------- | ------- | ----- | --------- |
| Juan Antonio Coloma Correa   | Alianza por Chile              | UDI     | 104 179 | 40,84 | Senador   |
| Jaime Gazmuri Mujica         | Concertación por la Democracia | PS      | 77 828  | 30,51 | Senador   |
| Roberto León Ramírez         | Concertación por la Democracia | DC      | 61 754  | 24,21 |           |
| Cristina Lartiga Muñoz       | Partido Comunista              | PC      | 7211    | 2,83  |           |
| Alejandro Contreras Riquelme | Alianza por Chile              | ILC     | 4135    | 1,62  |           |

### Elecciones parlamentarias de 2009
- Elecciones parlamentarias de 2009, candidato a senador para la Circunscripción 10, Maule Norte [19]

| Candidato                  | Pacto                                            | Partido | Votos  | %     | Resultado |
| -------------------------- | ------------------------------------------------ | ------- | ------ | ----- | --------- |
| Juan Antonio Coloma Correa | Coalición por el Cambio                          | UDI     | 97 614 | 35,22 | Senador   |
| Andrés Zaldívar Larraín    | Concertación y Juntos podemos por más democracia | DC      | 86 936 | 31,37 | Senador   |
| Jaime Gazmuri Mujica       | Concertación y Juntos podemos por más democracia | PS      | 67 957 | 24,52 |           |
| Robert Morrison Munro      | Coalición por el Cambio                          | RN      | 17 657 | 6,37  |           |
| Mercedes Bravo Valenzuela  | Nueva Mayoría para Chile                         | PH      | 6986   | 2,52  |           |